# Débordements
Débordements est une revue de cinéma en ligne fondée en 2012 par Florent Le Demazel, Romain Lefebvre et Raphaël Nieuwjaer. Depuis 2019, elle publie une édition papier annuelle.

## Ligne éditoriale
Débordements est née de la volonté d'un groupe d'étudiants cinéphiles de promouvoir le cinéma sous toutes ses formes. D'une part grâce à la publication de critiques, d'articles de recherche, de traductions ou d'entretiens ; d'autre part en participant à des rencontres autour de films, en animant des séminaires et en rendant compte des événements marquants du paysage audiovisuel,.

## Rédaction

### Comité de rédaction
Composition de l'équipe actuelle :
- Gabriel Bortzmeyer[8]
- Lucie Garçon
- Pierre Jendrysiak
- Occitane Lacurie[9],[10]
- Florent Le Demazel
- Romain Lefebvre
- Raphaël Nieuwjaer
- Barnabé Sauvage
- Chloé Vurpillot

### Contributeurs exceptionnels
Liste non exhaustive des personnes collaborant, ou ayant collaboré, à la rédaction de Débordements :
- Jacques Aumont
- Matthieu Bareyre
- Raymond Bellour
- Nicole Brenez
- David Faroult
- Jean-Luc Godard[11]

- Nicolas Klotz
- Alice Leroy
- Elisabeth Perceval
- Judith Revault d'Allonnes
- Jean-Marie Samocki
- Dork Zabunyan

## Publications

### Entretiens
La revue compte de nombreux entretiens avec des personnalités marquantes du monde du cinéma dont l'interview de Jean-Luc Godard, portant sur Le Livre d'image, réalisée le 9 juin 2018 par Dmitry Golotyuk et Antonina Derzhitskaya.

### Critiques
L'analyse de l'actualité cinématographique donne lieu à la rédaction d'articles de critique fouillés, au nombre desquels « De la fiction à la falsification », écrit par David Faroult, à propos du film Le Redoutable de Michel Hazanavicius.

### Couverture de festivals internationaux de cinéma
Les rédacteurs de la revue Débordements assurent la couverture de nombreux festivals de cinéma :
- Le Cinéma du réel, Paris, Centre national d'art et de culture Georges-Pompidou[14],[15]
- Le Festival du film de Belfort - Entrevues[16]
- Le Festival international de cinéma de Marseille (FIDMarseille)
- Le Festival international du film fantastique de Gérardmer
- Le Festival international du film de Mar del Plata
- Le Festival international du documentaire de Yamagata (YIDFFYamagata)

### Podcasts
À partir de 2021, Débordements débute une collection sonore de lieux et de collectifs qui (ré)inventent le cinéma et les arts visuels. Le podcast #1 capte l'ambiance de La Clef, cinéma parisien indépendant et associatif d'Art et Essai menacé de fermeture.

### Revue papier
Débordements publie depuis 2019 une revue papier annuelle. Ce premier numéro est intitulé « Comment les images donnent-elles une place au public ? »,. Le deuxième numéro, publié en 2020, est intitulé « Terrestre après tout - Révéler les traces - Écofragments »,.

### Coédition
Dédordements a participé à l'édition de Richard Linklater, cinéaste du moment publié par Post-éditions en juillet 2019. Il s'agit d'un ouvrage collectif  commandé par le centre Pompidou portant sur l'œuvre du cinéaste américain Richard Linklater, placé sous la direction de trois membres de la revue : Romain Lefebvre, Raphaël Nieuwjaer et Jean-Marie Samocki,
.